# Верхових Василь Мефодійович
Василь Мефодійович Верхових (15 листопада 1895, село Озерки Липецького повіту Тамбовської губернії, тепер Петровського району Тамбовської області, Російська Федерація — 24 липня 1985, Москва) — радянський партійний і господарський діяч, 2-й секретар Далекосхідного крайкому ВКП(б), відповідальний секретар Миколаївського окружного комітету КП(б)У. Член ЦК КП(б)У в червні 1930 — січні 1932 р.

## Біографія
Народився в родині селянина-бідняка. З юних років працював підмайстром у кустарних майстернях з ремонту інвентаря. У 1911—1914 роках — робітник з ремонту шляхів на станції Маросійка Владикавказької залізниці, учень слюсаря Тихорецьких залізничних майстерень Кубанської області.
Член РСДРП(б) з березня 1913 року.
У серпні 1914 року — 1917 р. — в російській імператорській армії. Служив у 185-му піхотному полку в Смоленську, в навчальній команді в Нижньому Новгороді, в 6-му Фінляндському полку 2-ї Фінляндської стрілецької дивізії на Південно-Західному фронті. Учасник Першої світової війни. Після поранення, у 1916 році переведений у 30-й запасний полк в місті Тулі.
У 1917 році був членом Тульської, а потім Харківської рад робітничих і солдатських депутатів. Обирався делегатом ІІ-го і ІІІ-го Всеросійських з'їздів Рад.
На початку 1918 року — командир червоногвардійської кінноти в Харкові. Потім повернувся у Тамбовську губернію, де організовував партійні осередки, комітети бідноти і радгоспи.
З 1918 року — у Червоній армії. Служив помічником Усманського повітового військового комісара, комісаром із формування частин РСЧА Південного фронту. На початку 1919 року вибраний головою Усманського повітового комітету РКП(б). Потім був головою Усманського повітового революційного комітету, очолював боротьбу проти білогвардійських загонів Мамонтова. У грудні 1919 року — березні 1920 року — голова Усманського повітового комітету РКП(б).
У 1920 — жовтні 1922 року — секретар Київського губернського революційного комітету, керуючий справами Київського губернського виконавчого комітету. У жовтні 1922 — лютому 1924 року — на Київському заводі «Арсенал».
Потім — відповідальний секретар Борисоглібського повітового комітету РКП(б) Тамбовської губернії, завідувач відділу Тамбовського губернського комітету РКП(б), інструктор ЦК ВКП(б) у Москві.
У 1926 — травні 1929 року — завідувач відділу внутрішньої і зовнішньої торгівлі Далекосхідного крайового комітету ВКП(б); завідувач організаційного відділу Читинського окружного комітету ВКП(б).
У травні — вересні 1929 року — 2-й секретар Далекосхідного крайового комітету ВКП(б).
У листопаді 1929 — серпні 1930 року — відповідальний секретар Миколаївського окружного комітету КП(б)У.
У серпні — вересні 1930 року — відповідальний секретар Сталінського окружного комітету КП(б)У. Потім працював на відповідальній партійній роботі в Донбасі.
У 1932—1936 роках — партійний організатор ВКП(б) Тульського збройного заводу. З 1936 року — директор Московського металопрокатного заводу.
З червня 1941 р. — в Червоній армії. Учасник німецько-радянської війни. Служив військовим комісаром 507-го пересувного військово-польового хірургічного госпіталю та польового евакуаційного пункту, військовим комісаром, заступником з політичної частини начальника санітарного відділу 13-ї армії. У 1946 році був демобілізований із армії.
У 1947—1951 роках — директор Московського деревообробного комбінату. У 1951—1957 роках — директор 11-ї типографії Московського поліграфічного тресту; заступник директора Державного спеціалізованого проектного інституту № 8 у Москві.
З 1957 р. — на пенсії у Москві.

## Звання
- полковий комісар
- підполковник інтендантської служби

## Нагороди
- орден Трудового Червоного Прапора
- орден Жовтневої Революції
- два ордени Червоної Зірки (12.03.1943, 20.04.1943)
- орден Вітчизняної війни 1-го ступеня (30.08.1945)
- орден Вітчизняної війни 2-го ступеня (9.11.1943)
- медалі
- чехословацький орден «Військовий хрест»